# 585 Бількіс
585 Бількіс (585 Bilkis) — астероїд головного поясу, відкритий 16 лютого 1906 року Августом Копфом у Гейдельберзі.